# NGC 2837
NGC 2837 est une paire d'étoiles située dans la constellation de l'Hydre. L'astronome britannique John Herschel a enregistré la position de ces deux étoiles le 16 décembre 1827.